# Moorenweis
Moorenweis ist eine Gemeinde im Westen des Landkreises Fürstenfeldbruck im Regierungsbezirk Oberbayern.

## Geographie
Der Ort Moorenweis liegt etwa 14 km westsüdwestlich von Fürstenfeldbruck. Im Gemeindegebiet befindet sich die Quelle der Maisach (Amper).
Es gibt 15 Gemeindeteile (in Klammern ist der Siedlungstyp angegeben):
- Albertshofen (Dorf)
- Brandenberg (Weiler)
- Dünzelbach (Pfarrdorf)
- Eismerszell (Kirchdorf)
- Grunertshofen (Pfarrdorf)
- Hohenzell (Weiler)
- Langwied (Kirchdorf)
- Luidenhofen (Einöde)
- Moorenweis (Pfarrdorf)
- Purk (Pfarrdorf)
- Römertshofen (Kirchdorf)
- Steinbach (Pfarrdorf)
- Weißenzell
- Windach (Weiler)
- Zell (Weiler)

## Geschichte
Moorenweis wurde um 753 erstmals in einer Urkunde des Klosters Wessobrunn erwähnt. Das Kloster war ab dem 13. Jahrhundert bis zur Säkularisation 1803 die wichtigste Grundherrschaft am Ort. Die Gemeinde Moorenweis entstand im Jahr 1818.
Anlässlich der Gemeindegebietsreformen in Bayern wurde Moorenweis am 1. Juli 1972 um die Gemeinden Dünzelbach, Eismerszell, Purk und Steinbach vergrößert. Am 1. Mai 1978 kam Grunertshofen hinzu.
Zwischen 1988 und 2018 wuchs die Gemeinde von 2938 auf 4109 Einwohner bzw. um 39,9 %.

## Politik

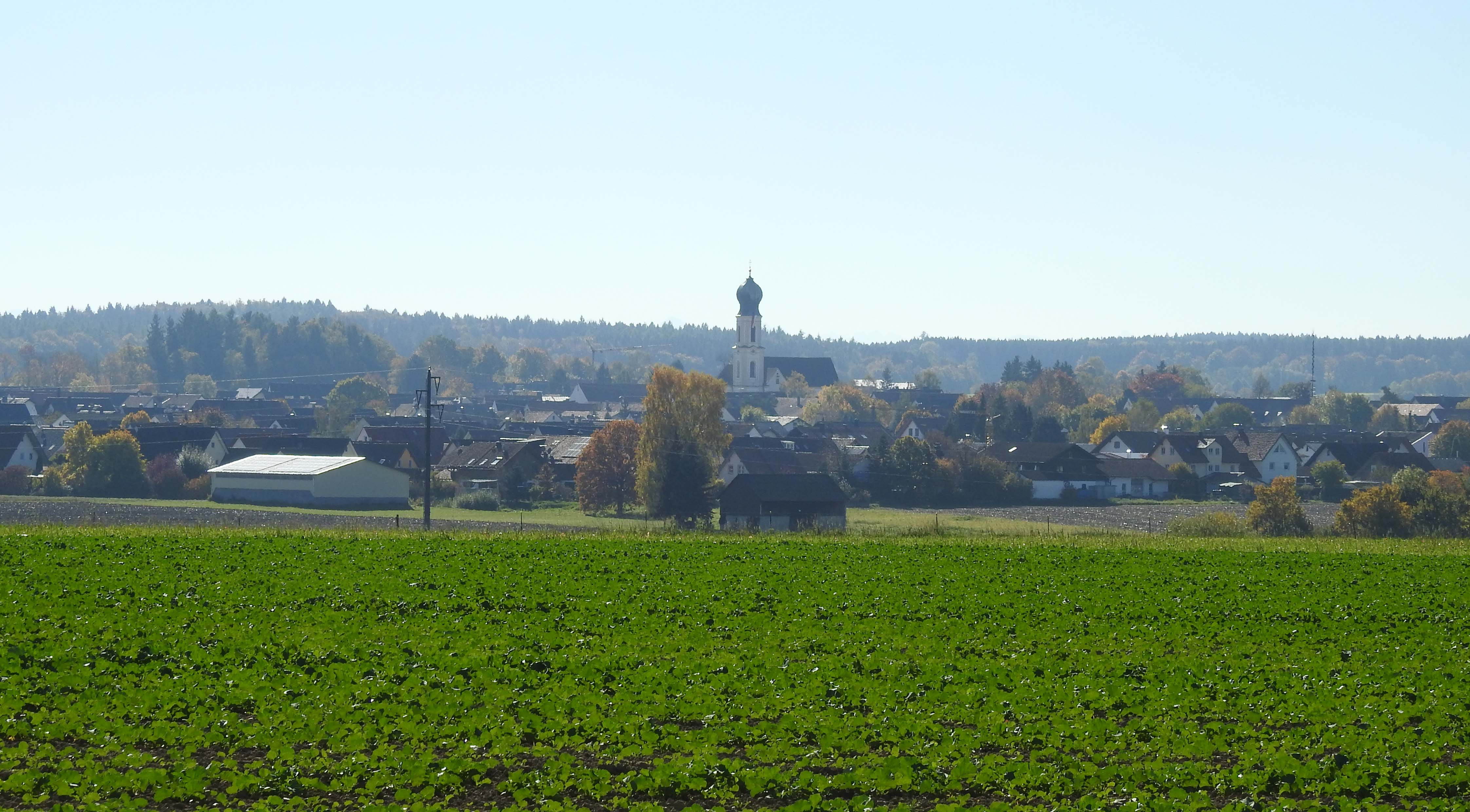
Moorenweis von Nordosten

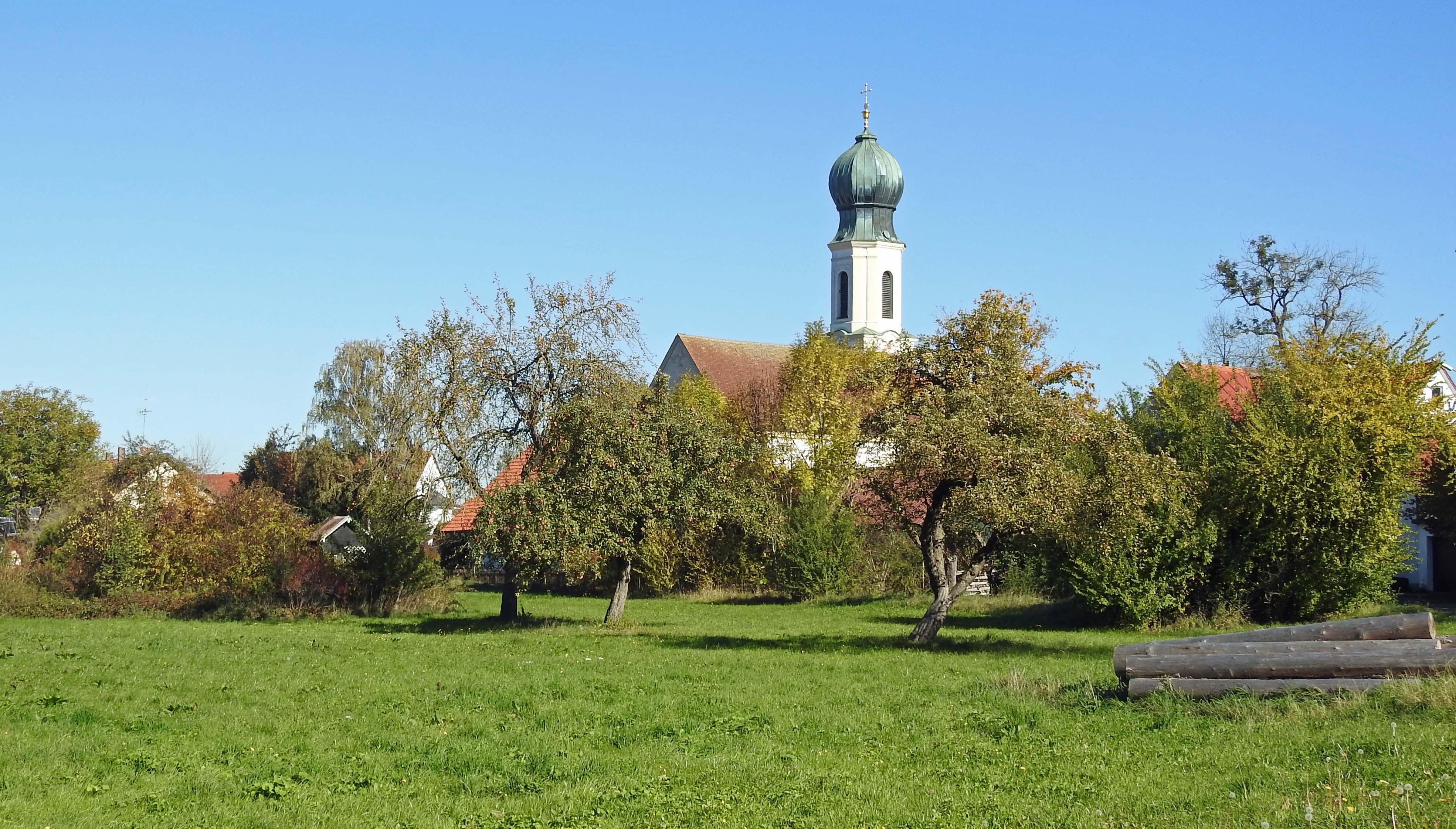
Pfarrkirche in Moorenweis

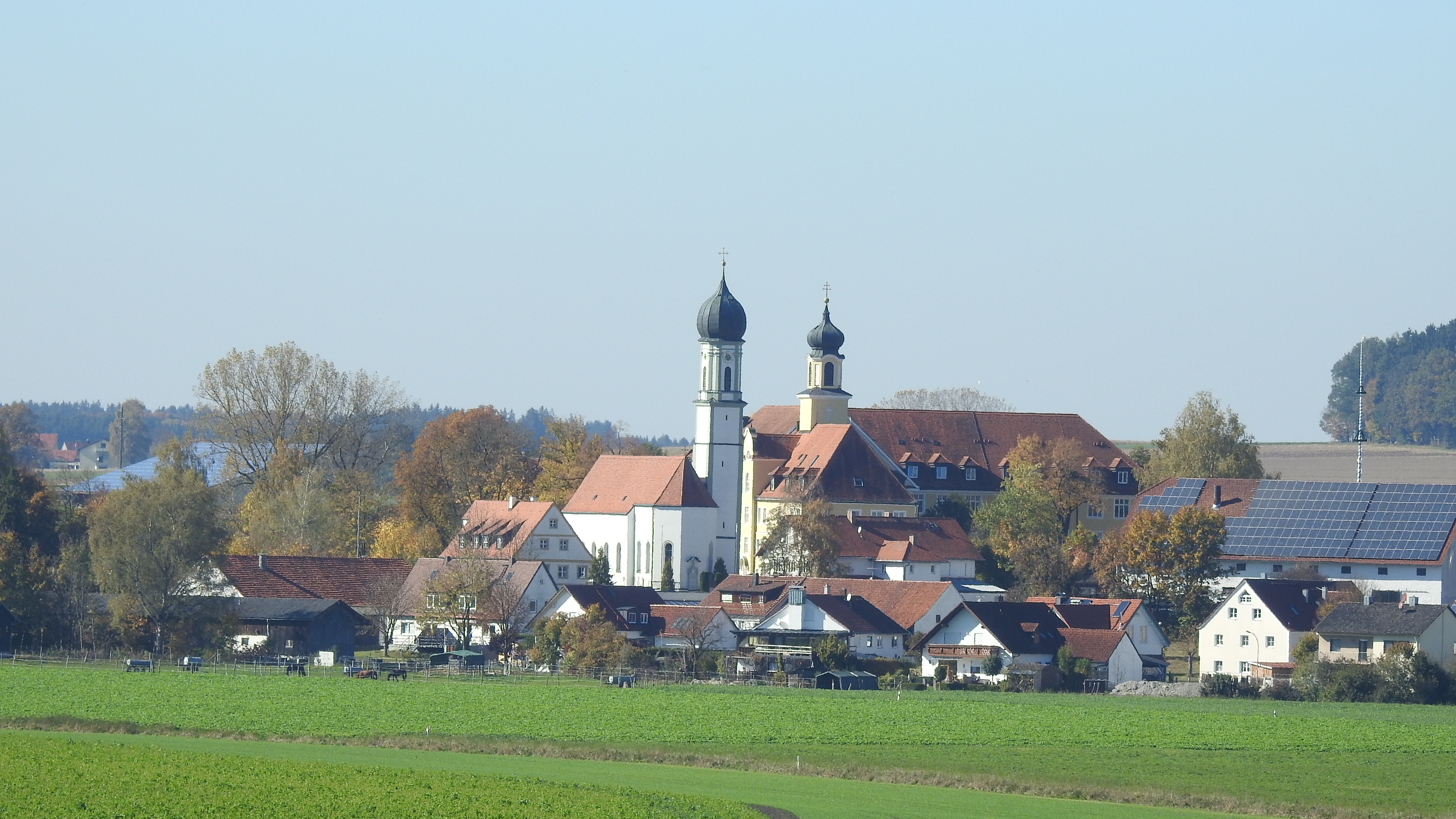
Grunertshofen von Südosten

### Bürgermeister
Erster Bürgermeister ist seit 2025 Christoph Gasteiger (CSU).

### Gemeinderat
Nach den Gemeinderatswahlen 2020 setzt sich der Gemeinderat wie folgt zusammen:
| Partei/Liste      | 2020 | 2014 |
| ----------------- | ---- | ---- |
| CSU               | 7    | 8    |
| Bürgervereinigung | 7    | 6    |
| Gemeinschaft      | 2    | 2    |

### Wappen
| Wappen von Moorenweis | Blasonierung: „In Silber aus blauem Wellenschildfuß wachsend zwei schwarze Mooskolben mit grünen Stängeln und grünen Blättern; dazwischen schräg gekreuzt ein roter Kreuzstab und ein roter Schlüssel.“ |
| Wappen von Moorenweis | Wappenbegründung: Der Wellenschildfuß und die daraus wachsenden Mooskolben (Rohrkolben) verweisen auf die Lage der Gemeinde im Quellgebiet der Maisach und die in den Feuchtgebieten typische Flora. Sie ergeben zudem ein für den auf Moorwiesen anspielenden Gemeindenamen passendes Bild. Der rote Kreuzstab, Attribut des heiligen Sixtus, symbolisiert den Patron der Pfarrkirche Moorenweis und die historische Bedeutung der Pfarrkirche als Grundherrschaft. Der Schlüssel ist die Minderung des Klosterwappens von Wessobrunn (zwei gekreuzte Schlüssel) und erinnert an die schon im 13. Jahrhundert nachweisbaren Besitzungen des Klosters in Moorenweis und die bis zur Säkularisation 1803 wichtigste Grundherrschaft im Dorf. Die Farben Weiß und Rot beziehen sich auf die Zugehörigkeit der Pfarrei zum Bistum Augsburg. |

## Baudenkmäler

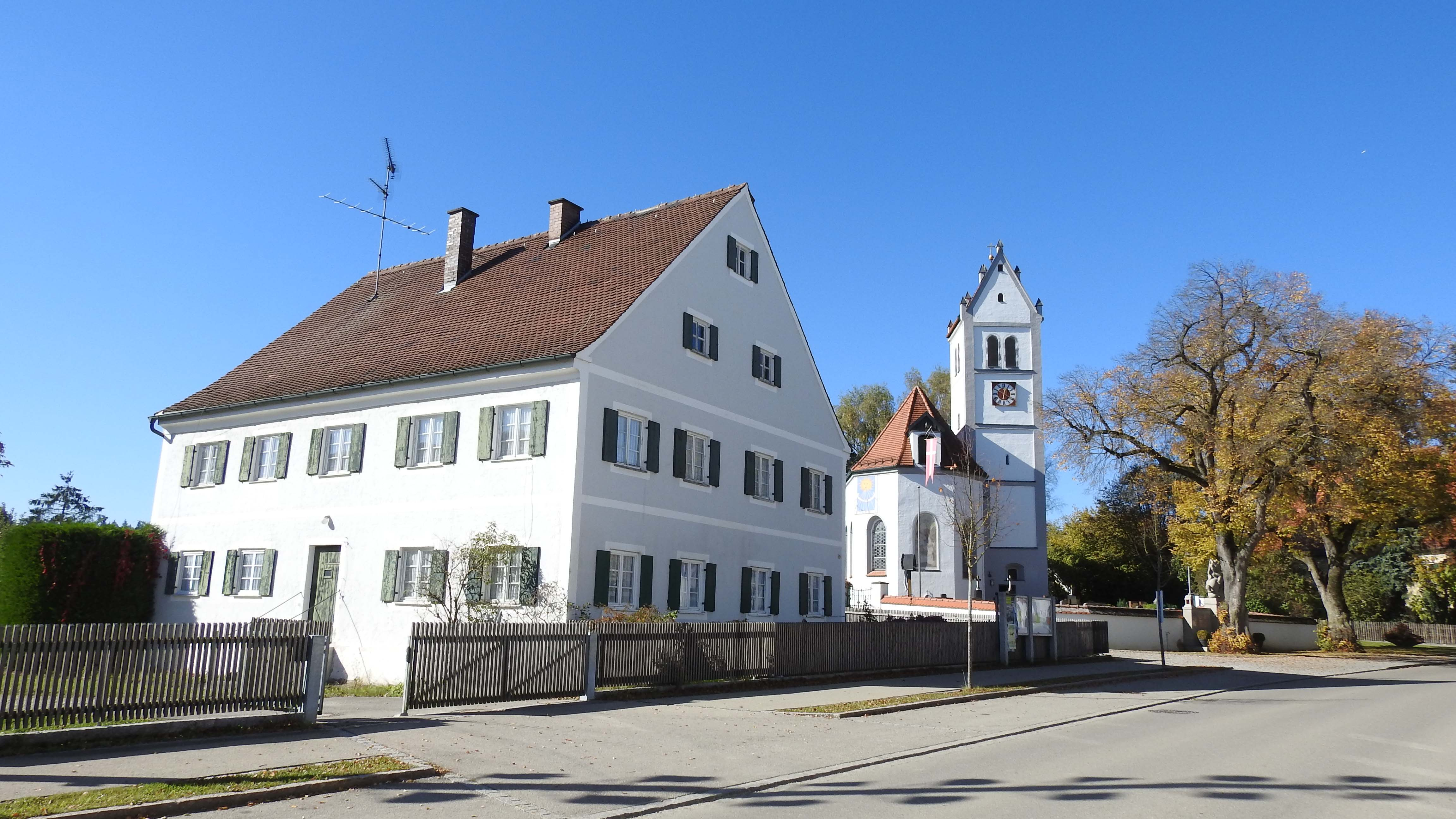
Pfarrhof und Pfarrkirche in Dünzelbach

- Katholische Pfarrkirche St. Sixtus in Moorenweis
- Katholische Pfarrkirche St. Nikolaus in Dünzelbach

## Wirtschaft

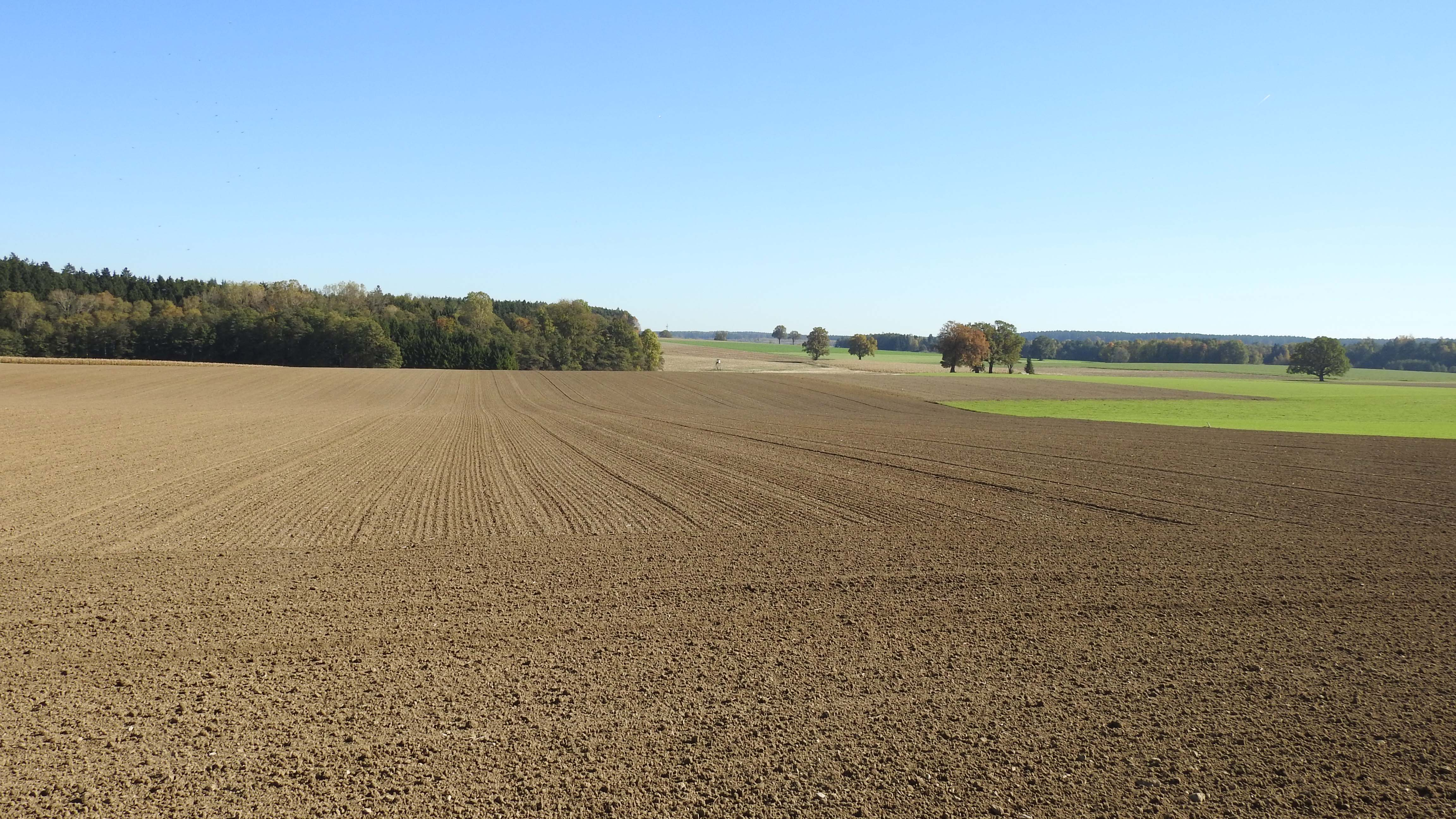
Ackerland bei Römertshofen

Die Wirtschaft ist durch land- und forstwirtschaftliche sowie mittelständische Betriebe geprägt.

## Verkehr
Moorenweis wird von der Staatsstraße 2054 durchquert.
Der Ort ist mit sechs Regionalbuslinien des Münchner Verkehrs- und Tarifverbundes und einer Ruftaxilinie erschlossen. Das Gemeindegebiet liegt in den Tarifzonen 4 und 5. Die nächstgelegenen Bahnhöfe befinden sich in den Nachbargemeinden Grafrath bzw. Türkenfeld. Von dort aus verkehrt die S-Bahn-Linie S4 Richtung München bzw. Geltendorf.
| Linie | Linienverlauf                                                                     | Verkehrsunternehmen |
| ----- | --------------------------------------------------------------------------------- | ------------------- |
| 805   | Grafrath S – Kottgeisering – Pleitmannswang – Zankenhausen (- Türkenfeld, Schule) | Omnibus Neumeyr     |
| 810   | Mammendorf S R – Landsberied – Jesenwang – Moorenweis – Geltendorf S R            | Omnibus Neumeyr     |
| 823   | Dünzelbach – Adelshofen – Jesenwang – Fürstenfeldbruck S R                        | Omnibus Neumeyr     |
| 825   | Dünzelbach – Jesenwang – Fürstenfeldbruck S R                                     | Omnibus Neumeyr     |
| 826   | Grafrath S – Moorenweis – Grunertshofen – Dünzelbach – Moorenweis – Grafrath S    | Omnibus Neumeyr     |
| 828   | Egling an der Paar R – Moorenweis – Jesenwang – Grafrath S                        | Omnibus Neumeyr     |
| 8200  | Fürstenfeldbruck/Landsberied/Jesenwang/Adelshofen/Moorenweis/Egling an der Paar   | Geldhauser          |

Ein gemeinsamer Geh- und Radweg führt seit 2022 vom östlichen Ortsausgang entlang der Staatsstraße 2054 und der Kreisstraße FFB6 nach Grafrath. Eine Verlängerung bis nach Jesenwang ist geplant.

## Persönlichkeiten
- Max Grasmann (1875–1942), Chirurg in München
- Mia Julia Brückner (* 1986), Erotikdarstellerin und Partysängerin, aufgewachsen in Moorenweis[9]